# Manel Chércoles i Fort
Manel Chércoles i Fort (Sabadell, 5 d'agost de 1944) és un antic jugador i entrenador d'hoquei sobre patins català de les dècades de 1960, 1970 i 1980.

## Trajectòria
Amb 12 anys ingressà al CF Arrahona de Sabadell, club amb el qual arribà a ascendir a Primera Divisió. El 1964 fou fitxat pel FC Barcelona, club on jugà tretze anys i guanyà nombrosos títols. Posteriorment jugà a l'ACD Sentmenat, al CP Vilanova, al CH Lloret i al Blanes HC, on es retirà. Fou 125 cops internacional amb la selecció espanyola, entre 1963 i 1975, guanyant dos campionats del món i un d'Europa.
Ha estat entrenador del Blanes HC (1987-1991), RCD Espanyol (1991-1992) i HC Sentmenat (1992-1993).

## Palmarès

### FC Barcelona
- Copa d'Europa:
  - 1972-73, 1973-74
- Lliga d'Espanya:
  - 1973-74
- Campionat d'Espanya:
  - 1972, 1975

### Selecció espanyola
- Campionat del Món:
  - 1970, 1972
- Campionat d'Europa:
  - 1969
- Copa de les Nacions:
  - 1975
- Campionat d'Europa Júnior
  - 1962